# Jarmarki lubelskie
Jarmarki lubelskie – targi międzynarodowe organizowane od XIV do XVII w. w Lublinie, jedne z ważniejszych dla wymiany towarowej z państwem moskiewskim, Wielkim Księstwem Litewskim, Turcją, Mołdawią i Persją.

## Czas trwania
Przywilej organizowania jarmarków na terenie Lublina nadał w 1392 Władysław II Jagiełło. Pierwsze jarmarki trwały 16 dni. Zaczynały się 8 dni przed Zielonymi Świątkami. W połowie XV w. liczbę jarmarków Kazimierz IV Jagiellończyk podniósł do czterech w ciągu roku. Odbywały się one:
- 2 lutego (w Święto Matki Bożej Gromnicznej) – trwające 16 dni,
- 15 sierpnia (w Święto Wniebowzięcia Najświętszej Marii Panny) – 8 dni,
- 28 października (Dzień Judy i Szymona) – 8 dni[1].

W drugiej połowie XV w. i w XVI w. największą popularnością cieszyły się jarmarki: zimowy i wiosenny (wymienione wyżej jako dwa pierwsze). W lecie bardziej uczęszczany od lubelskiego był jarmark jarosławski.

## Rola w handlu międzynarodowym i krajowym
Jarmarki lubelskie były szczególnie istotne dla handlu ze Wschodem, w tym z państwem moskiewskim, Wielkim Księstwem Litewskim, Turcją, Mołdawią i Persją. Spotkać można było między innymi Żydów, Rusinów, Wołynian, Ukraińców, Moskwian, Turków, zamojskich Ormian, a także Greków, Arabów, Wołochów, Tatarów czy Persów. W pierwszej połowie XVI w. wojny z państwem moskiewskim osłabiły handel z kupcami z tamtych stron, jednak odżył on po zakończeniu wojen.
Źródła historyczne wymieniają też kupców z Europy Zachodniej i Środkowej, w tym Niemców, Francuzów, Włochów i Anglików, Brandenburczyków, Węgrów, Czechów i Morawian.
Organizowane w Lublinie jarmarki kształtowały też rynek wewnętrzny Rzeczypospolitej. Towary ściągane w Lublinie ze Wschodu były wiezione głównie do Krakowa, a od XVI w. także do Poznania, Gniezna i Brzegu Dolnego. Jarmarki były związane także z handlem we Lwowie.
Od połowy XV w. większość obrotu miała charakter kredytowy. Z rozliczeniami umawiano się na kolejne jarmarki w Lublinie lub w innych miastach. Kupcy z Lublina wchodzili wtedy w spółki z kupcami z innych głównych miast Polski.

## Towary
W XVI i XVII w. jarmarki lubelskie uważano za okazję do nabycia towarów luksusowych, trudno dostępnych. Dobra luksusowe i kolonialne wymieniano na surowce i półfabrykaty. Rejestr opłat celnych z 1565 wymienia następujące przedmioty handlu:

- zwierzęta żywe: woły, jałowice, barany i wieprze;
- skóry: wołowe, baranie, kozłowe, juchtowe, cimcowe, holicz;
- towary litewskie kosmate (futra): sobole, kuny, biełka, szuba sobola, szuba kunia, norki, rysie, bobry, wilki, wydry, liszki, szubki bielinne, bobrowe;
- tkaniny:
  - sukna: purpurian, włoskie, luńskie, uterfin, swiebodzińskie, morawskie, czeskie, gierlickie, bukowskie, bumsławskie, szamotuIskie i insze farbowane, sukna czarne mazowieckie, mogilnickie;
  - płótna: koleńskie, galerowe, olenderskie, flamskie;
  - czamlet: czamlet harflsz, muchaier;
  - jedwabie: aksamit, adamaszek, hatłasy;

- korzenie: pieprz, szafran, imbir, cytwary, gwoździki i inne;
- metale: miedź, stal (sierpy), kotły, ołów, żelazo;
- rzeczy tureckie: farby tureckie, kobierce, konie tureckie;
- wosk i łój;
- miody i wina: węgierskie, morawskie, małmazja;
- ryby: lwowska wyzina, krasnostawska, pinka, śledzie.

## Schyłek i upadek jarmarków
Kryzys nastąpił na początku XVII w. Powstały lub rozwinęły się wtedy nowe ośrodki handlu (m.in. Zamość). Dotychczasowi konkurenci (Poznań, Lwów) zwiększyli przewagę, nie dopuszczając kupców do handlu w Lublinie. Miejscowe rzemiosło osłabiała działalność jurydyk. W 1636 sejmik lubelski postulował, by odbywały się co najmniej dwa jarmarki w roku – ponieważ o regularną organizację trzech było już trudno.
Wojny połowy XVII w. zrujnowały Lublin, a jego mieszkańcy zostali ograbieni przez wojska własne i nieprzyjacielskie. Zagraniczni kupcy opuścili miasto. Po wojnach handel tranzytowy nie powrócił do Lublina i kupcy z zagranicy przyjeżdżali już jedynie w celu sprzedaży swoich towarów. Przestano kontrolować też szlaki handlowe, w związku z tym nie egzekwowano przymusu drogowego i prawa składu. W mieście pozostał jedynie handel lokalny.